# مايك غوردون
مايك غوردون (بالإنجليزية: Mike Gordon)‏ هو سياسي أمريكي، ولد في 15 نوفمبر 1957 في لينووود في الولايات المتحدة، وتوفي في 25 يونيو 2005. انتخب عضو جمعية ولاية كاليفورنيا.